# Žabljak (Montenegro)
Žabljak (kyrillisch Жабљак) ist eine Kleinstadt im Zentrum des Durmitor-Nationalparks in Montenegro. Die Stadt hat etwa 2000 Einwohner und ist als touristisches Zentrum ein beliebter Ausgangspunkt für Exkursionen und Ausflüge ins Gebirge. Die Stadt liegt auf einer Höhe von 1456 m. i. J. und ist damit ist die höchstgelegene Montenegros. Sie ist der Sitz der Gemeinde Žabljak mit etwa 3600 Einwohnern.

## Geschichte

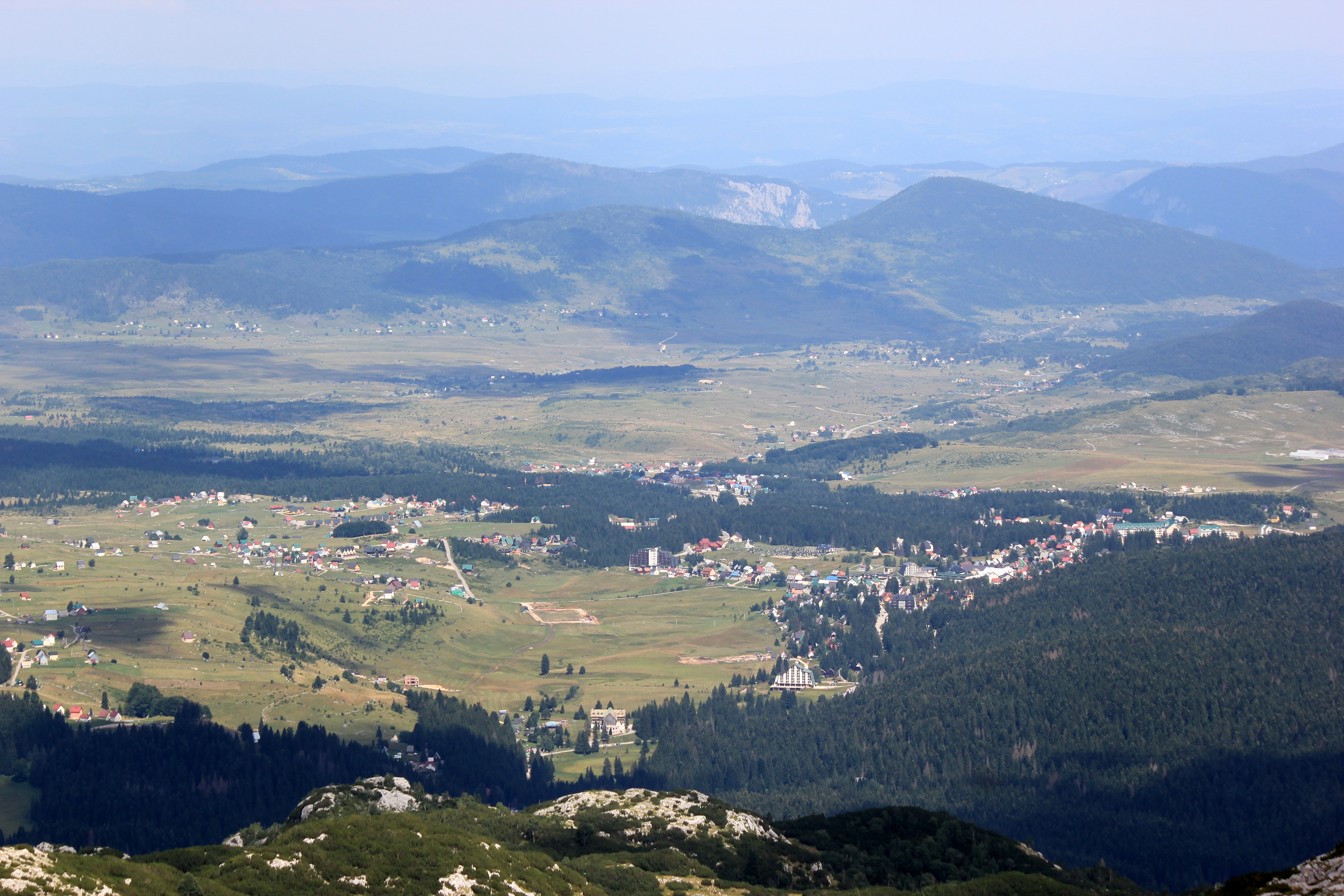
Blick vom Durmitor auf Žabljak

Im Zweiten Weltkrieg wurde Žabljak vollständig zerstört und danach wieder völlig neu aufgebaut.

## Bevölkerung

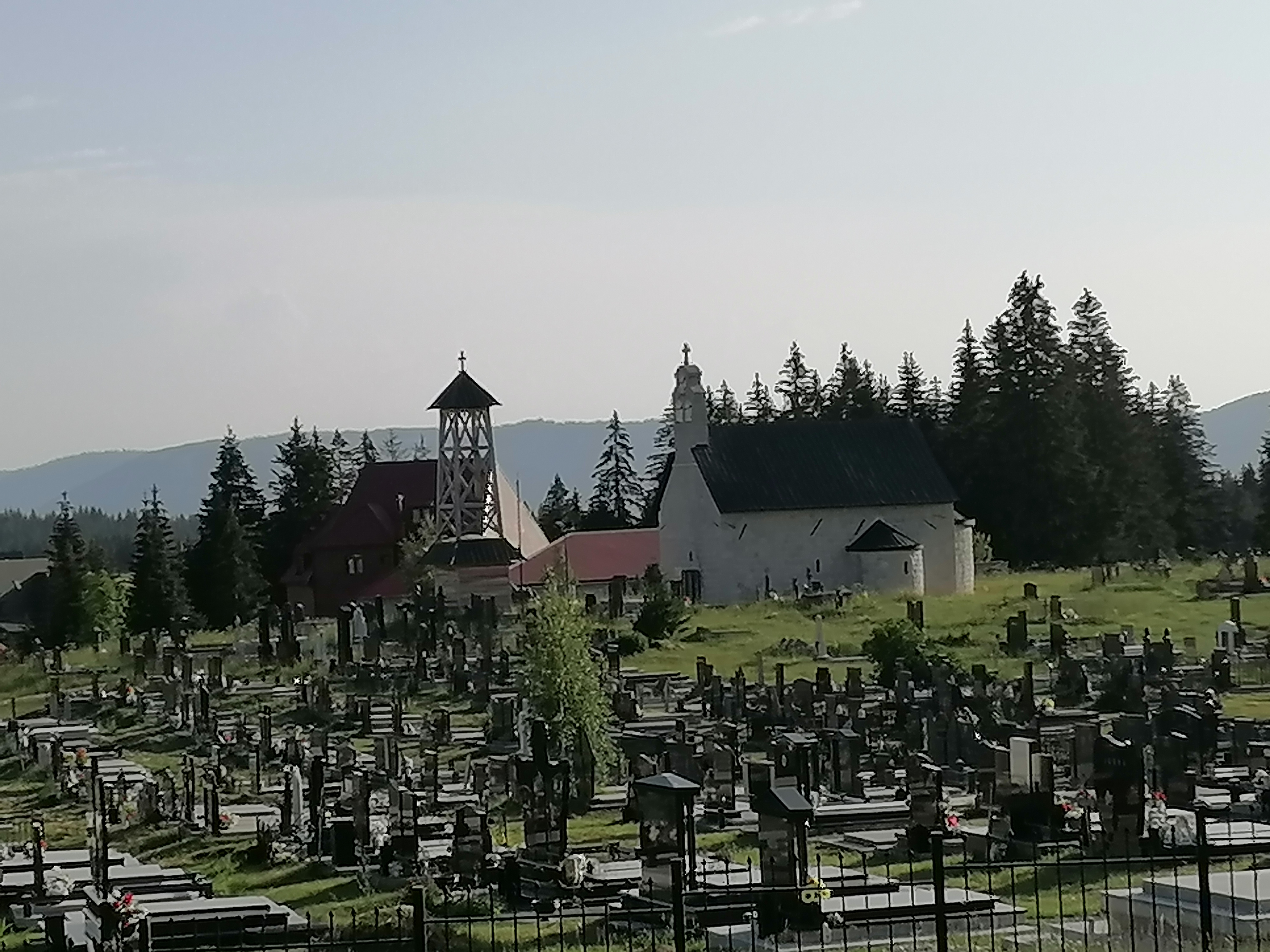

Zur Volkszählung von 2011 hatte die Gemeinde Žabljak 3569 Einwohner, von denen sich 1800 (50,43 %) als Montenegriner und 1474 (41,3 %) als Serben bezeichneten. 215 Einwohner (6,02 %) wollten sich keiner Gruppe zuordnen.

## Tourismus
Vor allem im Hochsommer bietet die Landschaft rund um den Ort Touristen aus den tieferen Regionen Montenegros willkommene Abkühlung. Im Winter bietet das Skigebiet rund um den Savin Kuk auch anspruchsvolle Abfahrtpisten.

## Persönlichkeiten
- Aleksandar Grbović (* 2003), Skilangläufer
- Milan Roćen (* 1950), Politiker und Diplomat, von 2006 bis 2012 Außenminister der Republik Montenegro
- Jelena Vujičić (* 2001), Skirennläuferin